# James R. Flynn

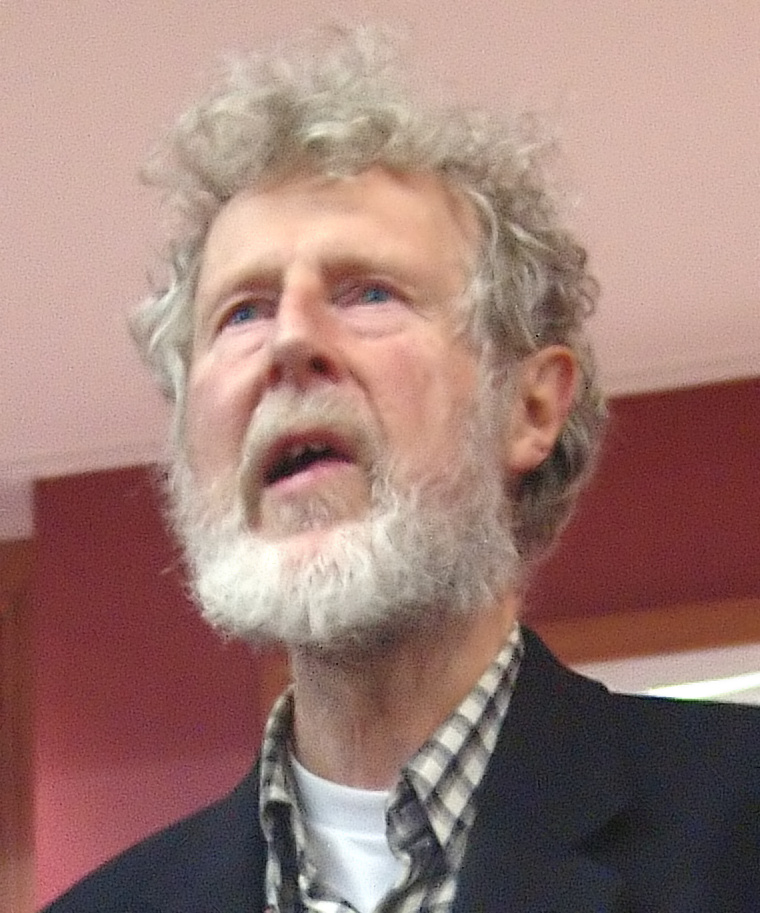
James R. Flynn (2007)

James Robert Flynn (* 1934 in Washington, D.C.; † 11. Dezember 2020 in Dunedin, Neuseeland), auch als Jim Flynn bekannt, war ein US-amerikanischer Professor für politische Studien an der neuseeländischen University of Otago.

## Werdegang
Flynn wurde durch Untersuchungen im Bereich der Intelligenzforschung und durch den nach ihm benannten Flynn-Effekt bekannt. Dieser bezeichnet den kontinuierlichen Anstieg des Intelligenzquotienten in weiten Teilen der Welt. Seine Forschungsschwerpunkte außerhalb der Intelligenzforschung beinhalten menschliche Ideale, ideologische Debatten sowie klassische und politische Philosophie.
Flynn stammte aus Chicago und ging 1963 nach Neuseeland. 2007 wurde er zum Mitglied der Royal Society of New Zealand ernannt. Flynn starb 2020 im Alter von 86 Jahren.

## Schriften (Auswahl)
- Race, IQ and Jensen. Routledge and Kegan Paul, London 1980. ISBN 0-7100-0651-9
- Humanism and Ideology. Routledge and Kegan Paul, London 1973. ISBN 0-7100-7442-5
- Asian Americans: achievement beyond IQ. L. Erlbaum Associates, Hillsdale, N.J 1991. ISBN 0-8058-1110-9
- How to defend humane ideals. University of Nebraska Press, Lincoln, Nebraska 2000. ISBN 0-8032-1994-6
- What is intelligence? Beyond the Flynn effect. Cambridge University Press, Cambridge 2007. ISBN 978-0-521-88007-7
- Where Have All the Liberals Gone?: Race, Class and Ideals in America. Cambridge University Press, Cambridge 2008. ISBN 978-0-521-49431-1
- The Torchlight List: Around the World in 200 Books. Awa Press, New Zealand 2010. ISBN 978-0-9582916-9-9
- Are we getting smarter? Rising IQ in the Twenty-First Century. Cambridge University Press, Cambridge 2012. ISBN 978-1-107-60917-4